# Margatani (Kramatwatu)
Margatani is een bestuurslaag in het regentschap Serang van de provincie Banten, Indonesië. Margatani telt 6955 inwoners (volkstelling 2010).